# Околішу-Мік
Околішу-Мік (рум. Ocolișu Mic) — село у повіті Хунедоара в Румунії. Входить до складу комуни Орештіоара-де-Сус.
Село розташоване на відстані 272 км на північний захід від Бухареста, 24 км на південний схід від Деви, 123 км на південь від Клуж-Напоки, 147 км на схід від Тімішоари.

## Населення
За даними перепису населення 2002 року у селі проживали 439 осіб, усі — румуни. Усі жителі села рідною мовою назвали румунську.